# Sky Is the Limit
Sky Is the Limit è il settimo album di studio pubblicato dal disc jockey svizzero DJ Antoine, pubblicato il 25 gennaio 2013. Il primo singolo estratto dall'album è "Bella Vita".

## Tracce
Sky Is The Limit
1. Sky Is The Limit [DJ Antoine vs. Mad Mark]
2. Crazy World (Radio Edit) [DJ Antoine vs. Mad Mark]
3. Perfect Day (Radio Edit) [DJ Antoine vs. Mad Mark feat. B-Case & Shontelle]
4. Hello Romance (DJ Antoine vs. Mad Mark 2K13 Radio Edit)
5. Bella Vita (it's beautiful life) (DJ Antoine vs. Mad Mark 2K13 Radio Edit)
6. Children Of The Night (We Are) [DJ Antoine vs. Mad Mark 2K13 Radio Edit]
7. Meet Me In Paris (Radio Edit) [DJ Antoine vs. Mad Mark]
8. Give It Up for Love (feat. U-Jean)
9. My Corazon (Radio Edit) [DJ Antoine vs. Mad Mark]
10. House Party (Radio Edit) [DJ Antoine vs. Mad Mark] [feat. B-Case & U-Jean]
11. To The People (DJ Antoine vs. Mad Mark 2k13 Radio Edit) [feat. Fii]
12. Keep On Dancing (With the Stars) [DJ Antoine vs. Mad Mark] [feat. Jade Novah]
13. Everlasting Love (DJ Antoine vs. Mad Mark)
14. Now Or Never (Radio Edit)
15. Something In The Air (Radio Edit) [DJ Antoine vs. Mad Mark]
16. We Will Never Grow Old (Radio Edit) [DJ Antoine vs. Mad Mark]
17. On Top Of The World (Radio Edit) [DJ Antoine vs. Mad Mark] [feat. B-Case, Nick McCord & Joey Moe]
18. Welcome To My Home (DJ Antoine vs Mad Mark 2K13 Radio Edit) [feat. The One]
19. Already There
20. You And Me (Radio Edit) [DJ Antoine vs. Mad Mark] [feat. B-Case & U-Jean]
21. Pop It Up (DJ Antoine vs. Mad Mark) [feat. Juiceppe]
22. Festival Killer
23. Beautiful Liar (DJ Antoine vs. Mad Mark) [feat. Nick McCord]
24. Paralyzed (DJ Antoine vs Mad Mark 2K13 Album Edit) [feat. Destineak]
25. Without You (feat. Ladina Spence)
26. Love Song
27. It's Like Insomnia (feat. Jojo B)
28. Paradise (DJ Antoine vs. Mad Mark) [feat. [Kalenna]
29. Girls 4x (FlameMakers Version) [DJ Antoine vs. Mad Mark]
30. Firelight
31. All I Live For (DJ Antoine vs. Mad Mark 2k13 Radio Edit)
32. These Boots (Radio Edit) [DJ Antoine vs. Mad Mark]
33. Like a Hurricane (feat. Maks Bars'kych)
34. You’re Ma Chérie (DJ Antoine vs. Mad Mark 2k13 Radio Edit) [feat. Pitbull]
35. Beautiful Liar (DJ Antoine vs. Mad Mark) [feat. Nick McCord]
36. Es Werde Nacht (feat. Hellmut)
37. Unbreakable (Radio Edit) [DJ Antoine vs. Mad Mark] [feat. Karl Wolf]
38. Bermuda Triangle (DJ Antoine vs. Mad Mark) [feat. Axana]
39. DJ Antoine Special DJ Mix (Continuous Mix)